# Tancredo Neves

Tancredo de Almeida Neves, 1962

Tancredo de Almeida Neves (* 4. März 1910 in São João del Rei; † 21. April 1985 in São Paulo) war ein brasilianischer Politiker. Er wurde 1985 nach 20-jähriger Militärherrschaft zum Präsidenten des Landes gewählt, erkrankte aber noch vor seinem Amtsantritt schwer und starb einen Monat später, so dass er das Amt nie antreten konnte.
Neves studierte Rechtswissenschaften an der Universidade Federal de Minas Gerais (UFMG) und begann seine politische Karriere im Jahr 1933. Als 1937 der Estado Novo ausgerufen wurde, wurde seine Karriere erst einmal unterbrochen.
Nach 1945 kam Neves in die Politik zurück und wurde 1950 Abgeordneter; 1953 wurde er mit Unterstützung von Juscelino Kubitschek Justizminister. Während der Präsidentschaft von João Goulart war Neves Premierminister. Mit der neuerlichen Machtübernahme des Militärs 1964 folgte die nächste Unterbrechung der Karriere Neves’, war jedoch eines der führenden Mitglieder der 1966 gegründeten Partei der Brasilianischen Demokratischen Bewegung (MDB).
Im Jahr 1982 war Neves, zu diesem Zeitpunkt politisch im PMDB aktiv, Gouverneur seines Heimatbundesstaates Minas Gerais. In dieser Funktion nahm er auch den Vorschlag an, für die Präsidentschaft zu kandidieren. Diese gewann er mit überwältigender Mehrheit, vor allem dank der Unterstützung von Ulysses Guimarães. Damit wurde er der erste zivile Präsident Brasiliens seit 20 Jahren und die Bevölkerung setzte große Hoffnungen in ihn.
Kurz vor seiner Vereidigung wurde er jedoch in Brasília ins Krankenhaus eingeliefert. Wegen eines Magengeschwürs wurde er sieben Mal operiert. Nachdem er in eine Klinik in São Paulo verlegt worden war, starb er dort an einer Sepsis, ohne sein Amt angetreten zu haben. An seinem ersten Todestag wurde jedoch ein Gesetz verabschiedet, nachdem Neves zu den Präsidenten Brasiliens zählt.
Vizepräsident José Sarney trat verfassungsgemäß die Nachfolge von Neves an. Neves ist Teil des Films Getúlio von 2014.